# عظیمیه (کرج)
عظیمیه محله‌ای مرفه‌نشین در شمال شرقی شهر کرج است که به عنوان منطقه یک شهرداری کرج واقع شده است. این منطقه در دامنه بیجی کوه کرج واقع شده است.
این قسمت از شهر کرج در دامنهٔ کوه‌های البرز قرار دارد، به همین دلیل، نسبت به دیگر مناطق کلانشهر کرج از سطوح ناهموار و بعضاً از شیب‌های تندی در برخی نقاط برخوردار است. این منطقه به دلیل موقعیت جغرافیایی، بافت جدید شهری، فضاهای سبز بسیار، مراکز خرید و تفریحی، نماهای لوکس ساختمان‌ها و خیابان‌ها یکی از گران‌ترین محله‌های کرج محسوب می‌شود.
نچیروان بارزانی، رئیس اقلیم کردستان عراق از ساکنان سرشناس عظیمیه بود.

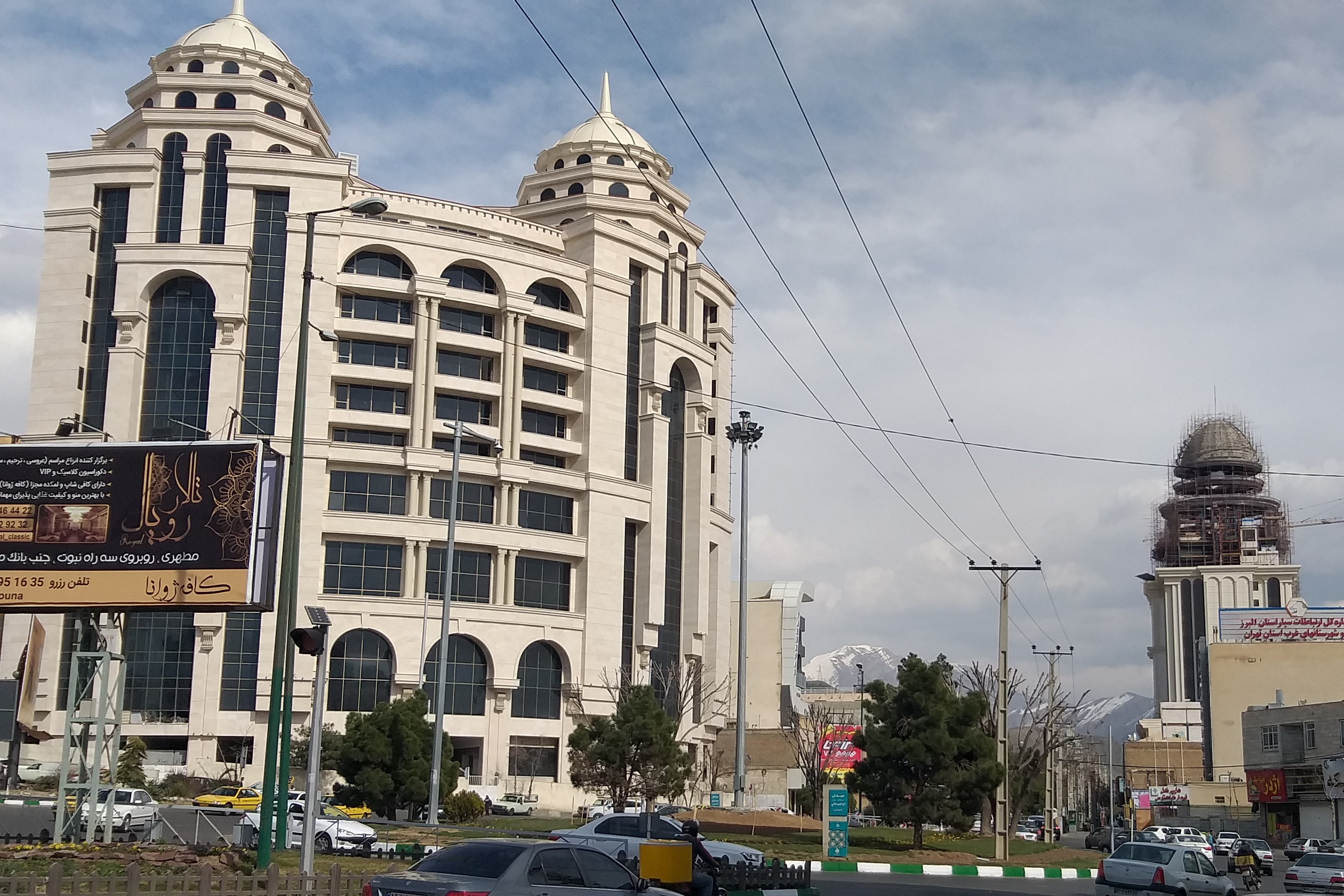
میدان مهران

## تاریخچه
منطقه کنونی که امروزه عظیمیه نامیده می‌شود در گذشته از دو ده حسن‌آباد و علی‌آباد تشکیل شده بود. ده علی‌آباد توسط شخصی به نام عظیمی آزاد خریداری شد که نامگذاری عظیمیه هم به همین علت بوده است. در اصلاح تقسیمات شهری انجام شده کوهپایه‌های این منطقه از اختیار منابع طبیعی و اراضی ملی خارج و در محدوده زمین‌های شهری قرار گرفت که این امر در آینده سبب گسترش این روستا و تبدیل شدن آن به یکی از مناطق مهم و بزرگ و پرجمعیت کرج شد. در سالهای قبل از انقلاب گروهی از کردهای عراق وارد این منطقه شدند و زمین‌های این منطقه را خریداری کردند و تا سال‌ها این منطقه دست طایفه بارزانی بود؛ پس از انقلاب کردهای عراق که مالک بیشتر زمین‌های این منطقه بودند از عظیمیه خارج شدند و زمین‌های منطقه به دست اشخاص دیگر افتاد. در سالهای پس از انقلاب بخشی زمین‌های پایین این منطقه در اختیار دولت قرار گرفت و به شهرک اداری کرج تبدیل شد و تعداد بسیاری از ادارات کرج به این نقطه منتقل شدند. با منتقل شدن ادارات به این منطقه این منطقه از اهمیت ویژه اقتصادی و اداری برخوردار شد و همین امر مسبب گسترش بیشتر عظیمیه شد که این گسترش تا کنون ادامه دارد.

## جمعیت
جمعیت عظیمیه در سال ۱۳۸۹ بالغ بر ۳۳۰۰۰ نفر تخمین زده شده است.

## ویژگی‌ها

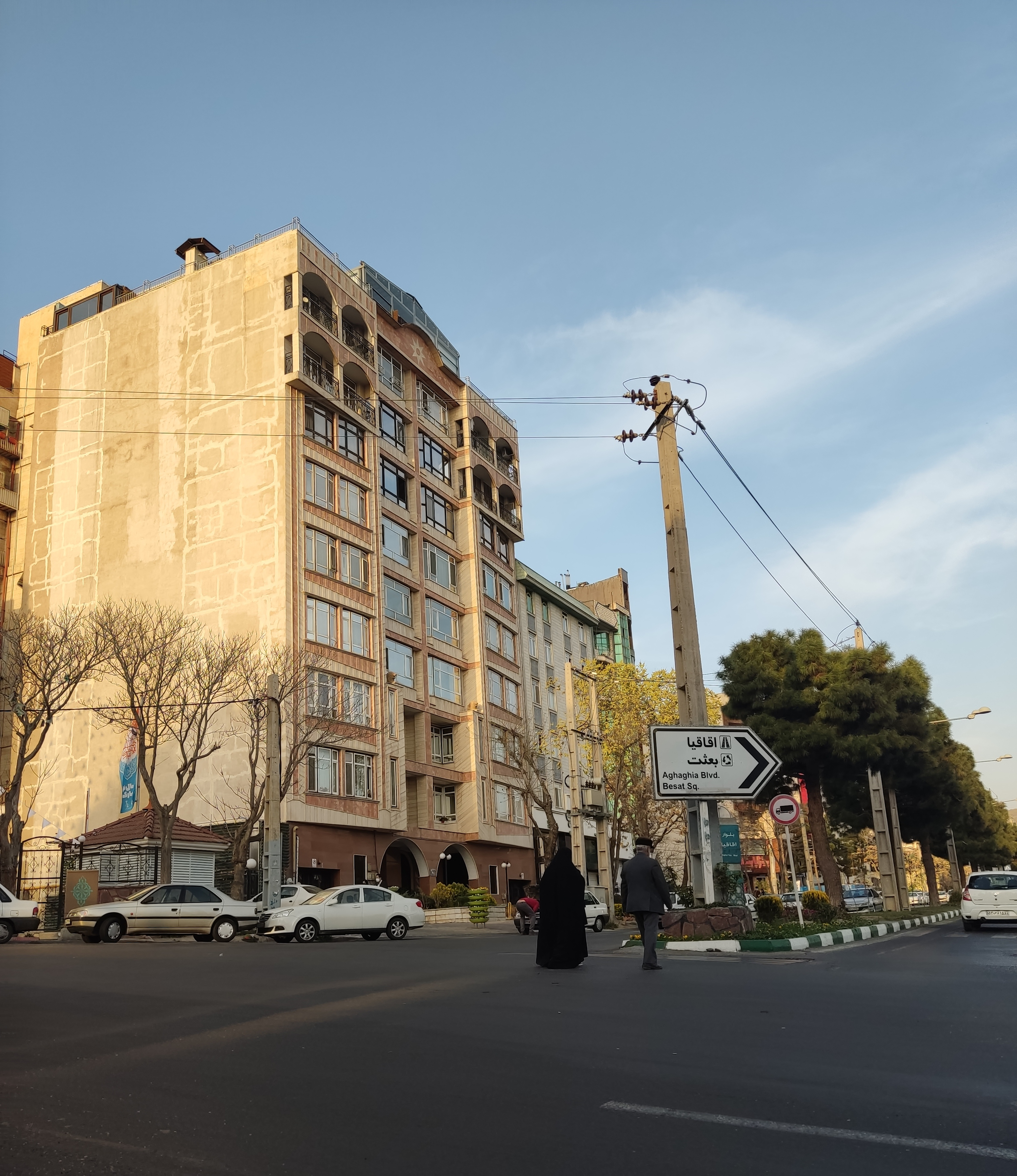
ابتدای بلوار اقاقیا، میدان اسبی

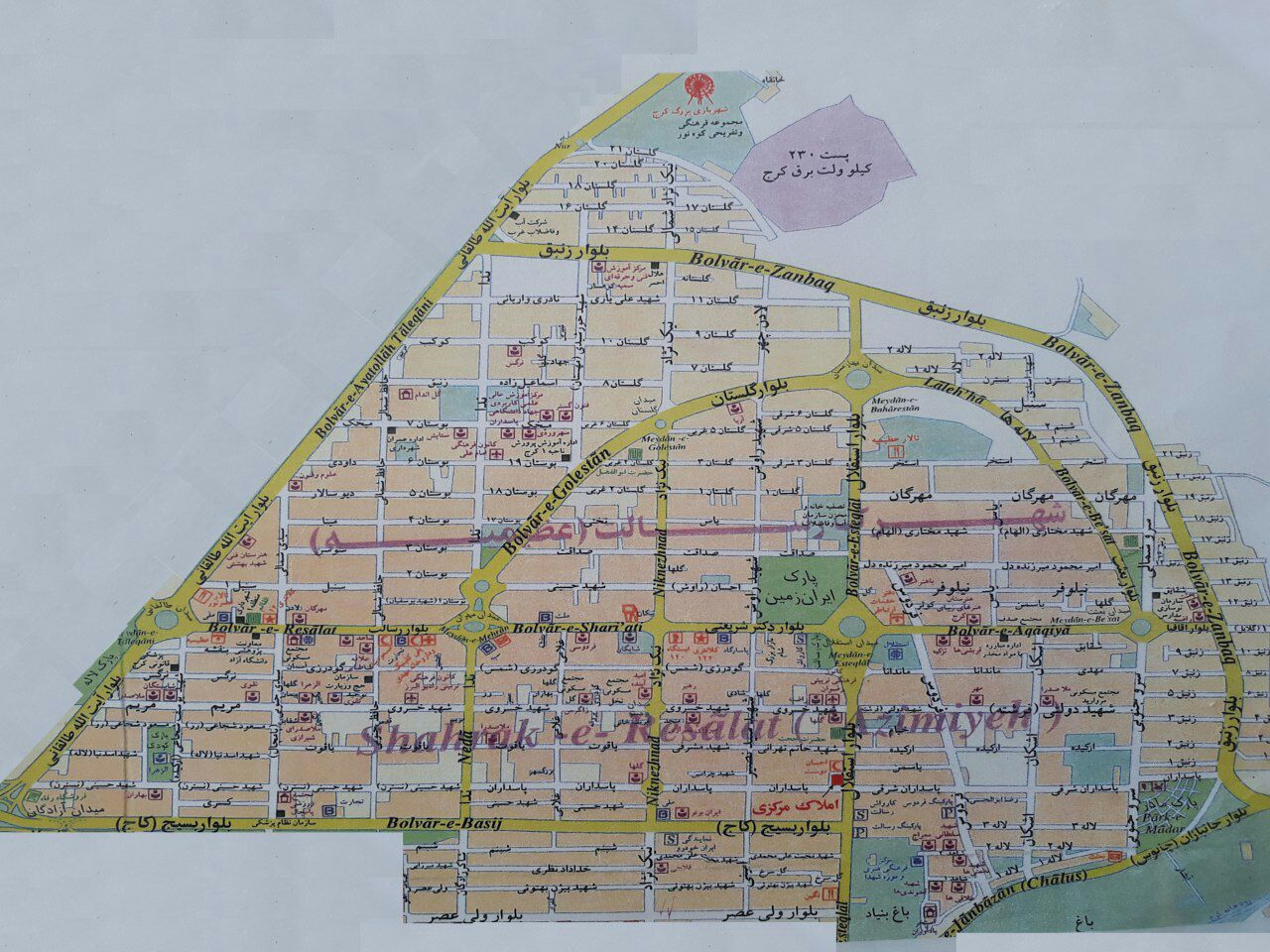
نقشه عظیمیه

عظیمیه به دلیل جریان داشتن چندین چشمه دائم و نزدیک بودن به رودخانه کرج و جاده چالوس از دیرباز مورد سکونت و توجه بوده است، لیکن طی سال‌های اخیر به سرعت به تعداد ساکنین آن افزوده شده است. این منطقه به جهت قرار گرفتن در شیب دامنه کوه دارای آب و هوایی خوب بوده که به تدریج به عنوان محلی توریستی و گردشگری تبدیل شده است. عظیمیه به دلیل موقعیت جغرافیایی (از جنوب بلوار ولیعصر از شمال گلستان ۲۱ از شرق منطقه بعثت از غرب بلوار طالقانی) و با داشتن سرانهٔ بالای فضای سبز به عنوان منطقه یک شهرداری کرج تقسیم‌بندی شده است. بام کرج نیز لقبی که به کوهپایه‌های (بالاتر از میدان طالقانی) گفته می‌شود، این منطقه به تفریحگاهی برای مردم تبدیل شده است.

## اماکن مهم
از اماکن فرهنگی ورزشی این منطقه می‌توان به زمین فوتبال چمن مصنوعی، استخرهای پامچال، یادآوران و کوثر و همچنین قرار گرفتن رصدخانه در تپه‌های جنوبی آن اشاره کرد. همچنین قرار گرفتن ادارات کل و سازمان‌های اصلی شهر کرج، در این منطقه از جمله سرکلانتری راهنمایی و رانندگی استان البرز در میدان طالقانی وهمچنین دادگستری، شرکت نفت، رادیو البرز و … در خیابان منتهی به میدان تندیس باعث رونق و اهمیت این منطقهٔ شده است.

## اماکن مذهبی
عظیمیه نیز مانند دیگر محله‌ها دارای مساجدی می‌باشد که بسیاری از جشن‌های مذهبی و عزاداری‌ها در این مساجد برگزار می‌شود

مساجد عظیمیه:
- مسجد حضرت حجت
- مسجد النبی
- مسجد الجواد
- مسجد قائم
- مسجد ابوالفضل
- مسجد جامع اهل‌سنت کرج

## مراکز علمی و فرهنگی
از مراکز مهم علمی عظیمیه می‌توان به دانشگاه علمی کاربردی فرهنگ و هنر البرز، مرکز علمی کاربردی جهاد دانشگاهی کرج، دانشکده خبر، مرکز علمی کاربردی خانه کارگر کرجدانشکده پرستاری و مامایی و دانشکده داروسازی کرج واقع در بلوار ولیعصر و تئاتر شهر کرج اشاره کرد.

## مراکز درمانی و آموزشی

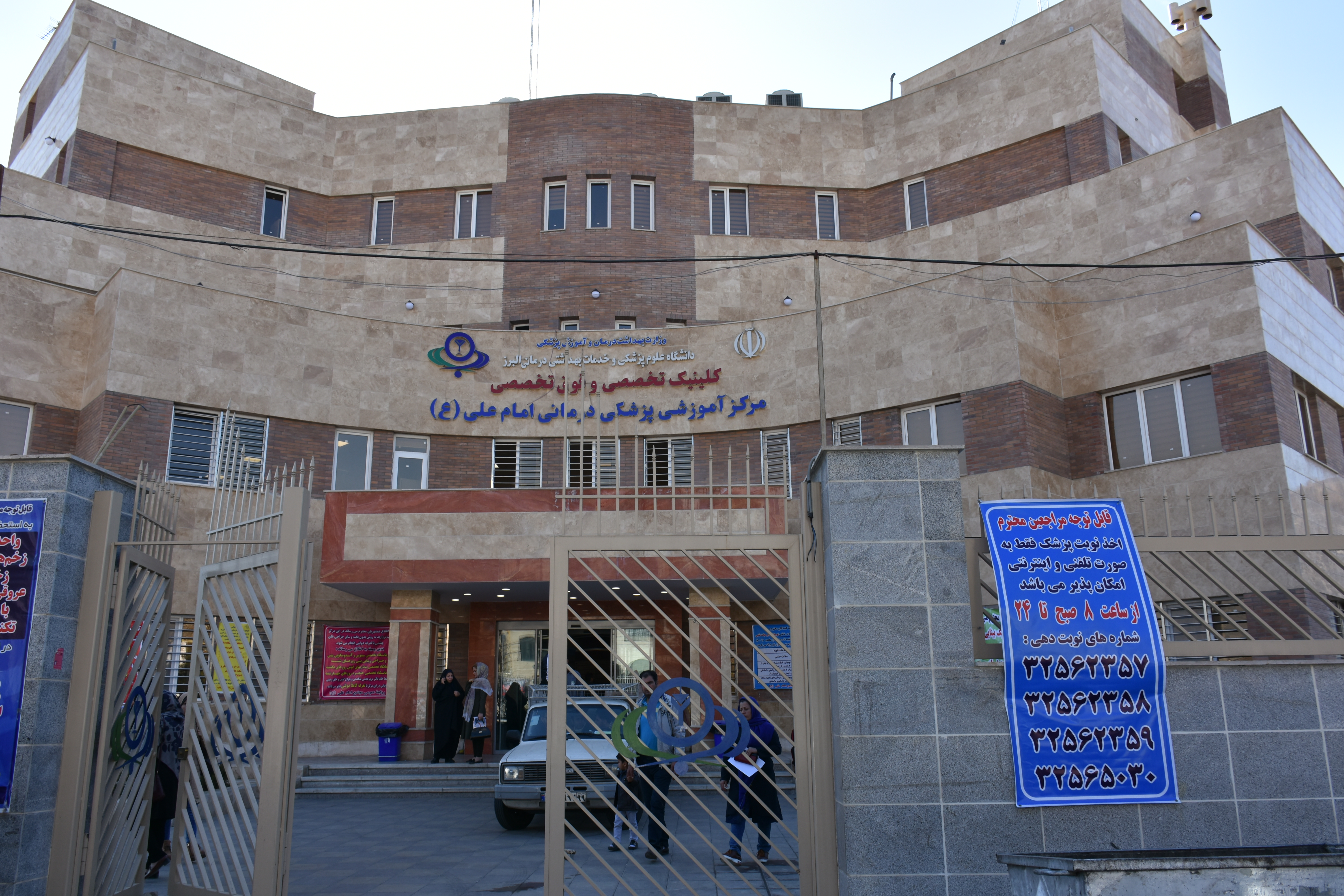
مجتمع آموزشی پزشکی عظیمیه

درمانگاه شبانه‌روزی مهر واقع در بلوار شریعتی و مجتمع آموزشی پزشکی درمانی عظیمیه واقع در بلوار ولیعصر بهترین بیمارستان دولتی استان البرز و بیمارستان تخت جمشید که جزو بهترین بیمارستانهای خصوصی استان البرز می‌باشد.

## پارک‌ها و بوستان‌ها
از بوستان‌های این منطقه می‌توان به پارک ایران زمین، پارک میدان اسبی، پارک میخک، پارک مهران، پارک رسالت، پارک امید ، پارک مادر و پارک استاد شهریار اشاره کرد.